# Religione comparata

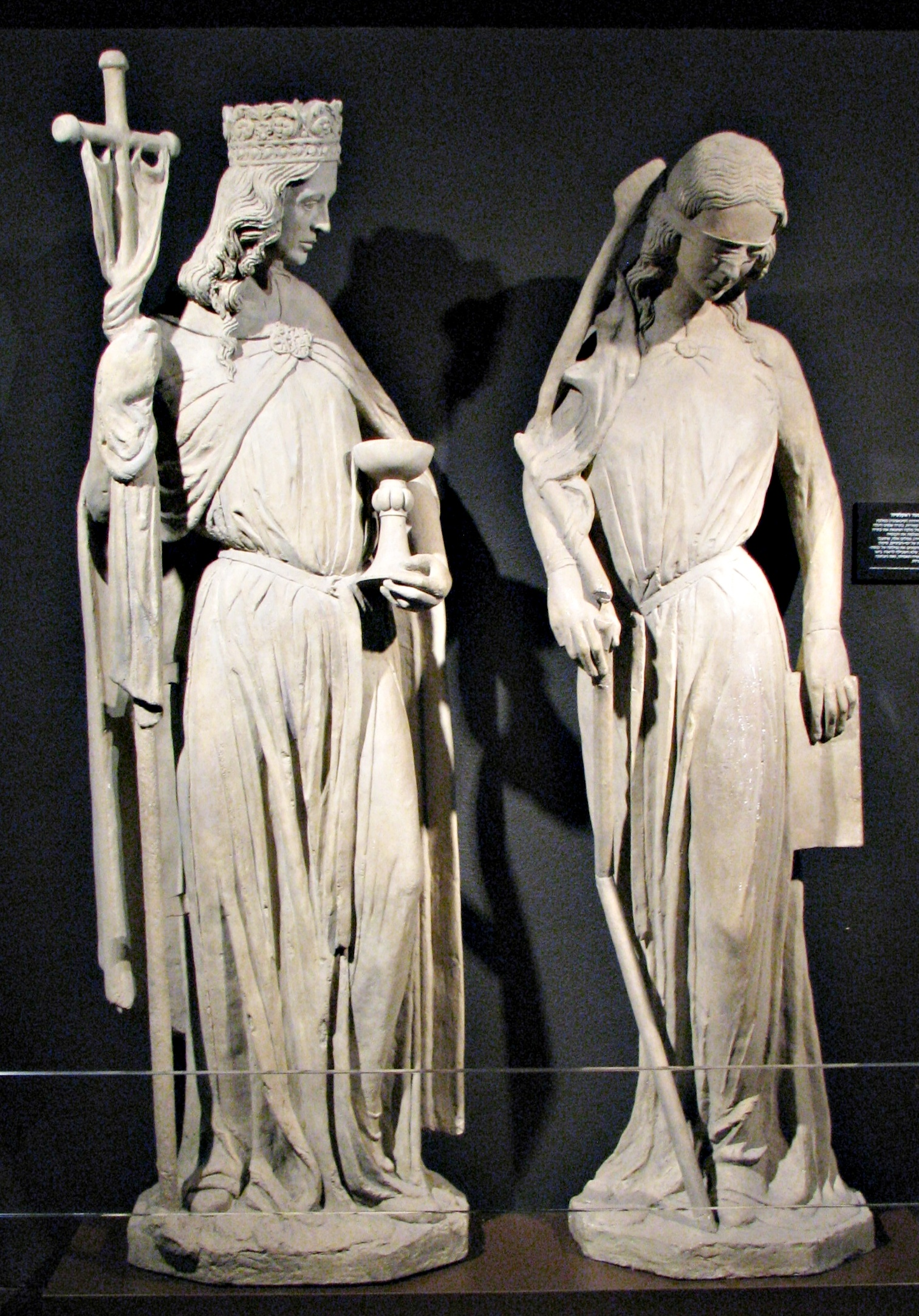
Sculture della Chiesa e la Sinagoga personificate, come rappresentazioni rispettivamente del cristianesimo e dell'ebraismo, messe a confronto nell'arte cristiana

La religione comparata (o le religioni comparate) è la branca della scienza delle religioni che si occupa dello studio delle somiglianze e differenze fra religioni diverse.
Le prime comparazioni scientifiche risalgono alla seconda metà del 1800 con Max Müller, ma nei secoli precedenti si possono individuare dei precursori, fra cui Joseph-François Lafitau, Charles de Brosses e Giambattista Vico.

## Pagine di comparazione

### Ebraismo
- Ebraismo e islam
- Cristianesimo ed ebraismo

### Cristianesimo
- Cristianesimo ed ebraismo
- Cristianesimo e induismo
- Cristianesimo e islam
- Cristianesimo e mitraismo

### Induismo
- Cristianesimo e induismo

### Islam
- Ebraismo e islam
- Cristianesimo e islam

### Mitraismo
- Cristianesimo e mitraismo